# Saint-Michel-de-Fronsac
Pour les articles homonymes, voir Saint-Michel.
Saint-Michel-de-Fronsac est une commune du Sud-Ouest de la France, située dans le département de la Gironde (région Nouvelle-Aquitaine).
Les habitants en sont les Saint-Michelais

## Géographie

### Localisation

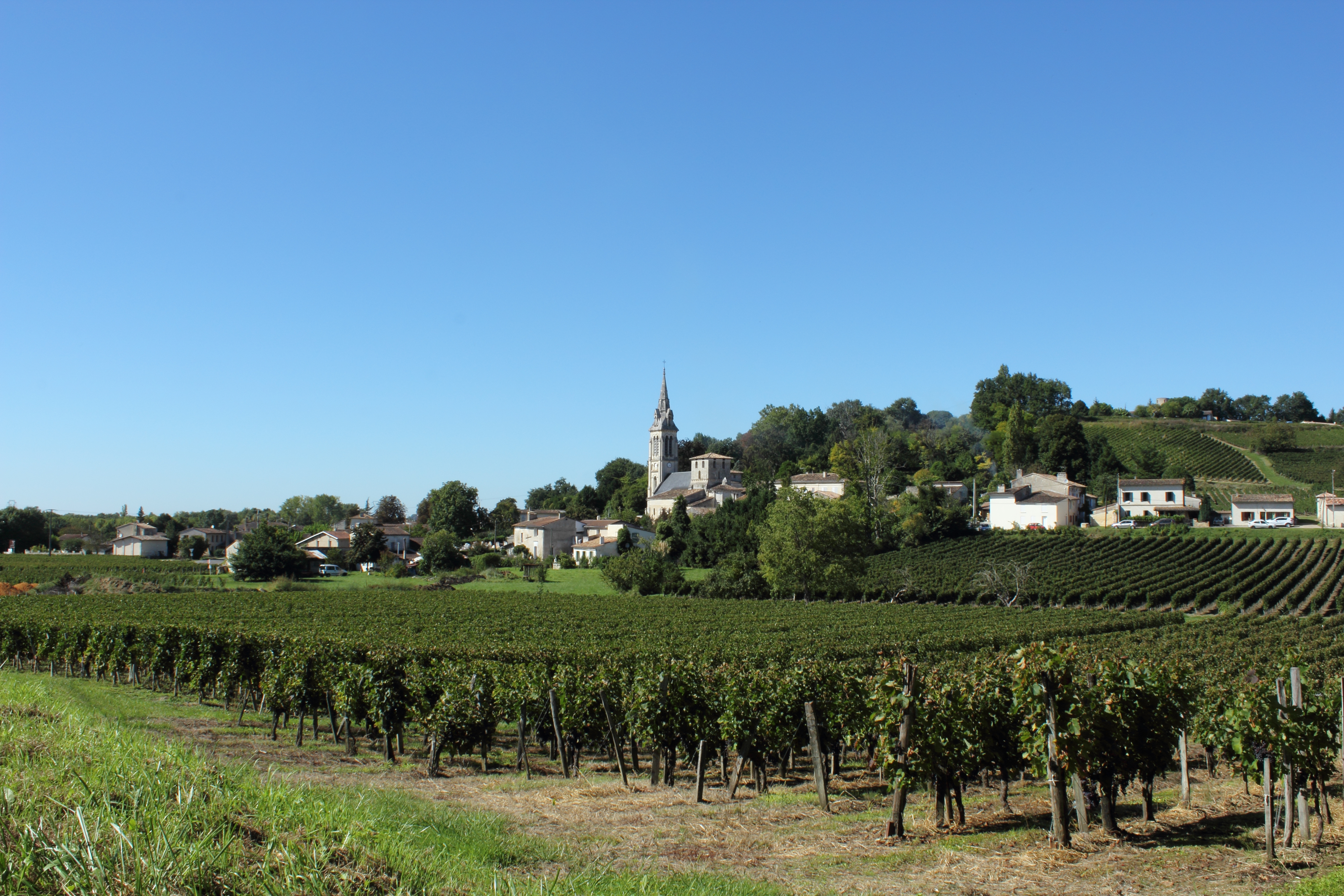
Vue du bourg de Saint-Michel-de-Fronsac depuis les vignes

Commune située sur la D 670 entre Saint-André-de-Cubzac et Libourne.

### Communes limitrophes
Les communes limitrophes sont  Fronsac, Izon, La Rivière, Saint-Aignan et Vayres.
| La Rivière | Saint-Aignan            |         |
| Izon       | Saint-Michel-de-Fronsac | Fronsac |
|            | Vayres                  |         |

### Climat
Pour des articles plus généraux, voir Climat de la Nouvelle-Aquitaine et Climat de la Gironde.
Historiquement, la commune est exposée à un climat océanique aquitain.  
En 2020, Météo-France publie une typologie des climats de la France métropolitaine dans laquelle la commune est exposée à un climat océanique et est dans la région climatique  Aquitaine, Gascogne, caractérisée par une pluviométrie abondante au printemps, modérée en automne, un faible ensoleillement au printemps, un été chaud (19,5 °C), des vents faibles, des brouillards fréquents en automne et en hiver et des orages fréquents en été (15 à 20 jours).
Pour la période 1971-2000, la température annuelle moyenne est de 13,3 °C, avec une amplitude thermique annuelle de 14,8 °C. Le cumul annuel moyen de précipitations est de 826 mm, avec 11,8 jours de précipitations en janvier et 6,3 jours en juillet. Pour la période 1991-2020, la température moyenne annuelle observée sur la station météorologique la plus proche, située sur la commune de Saint-Émilion à 12 km à vol d'oiseau, est de 13,9 °C et le cumul annuel moyen de précipitations est de 798,1 mm,. Pour l'avenir, les paramètres climatiques de la commune estimés pour 2050 selon différents scénarios d’émission de gaz à effet de serre sont consultables sur un site dédié publié par Météo-France en novembre 2022.

### Milieux naturels et biodiversité

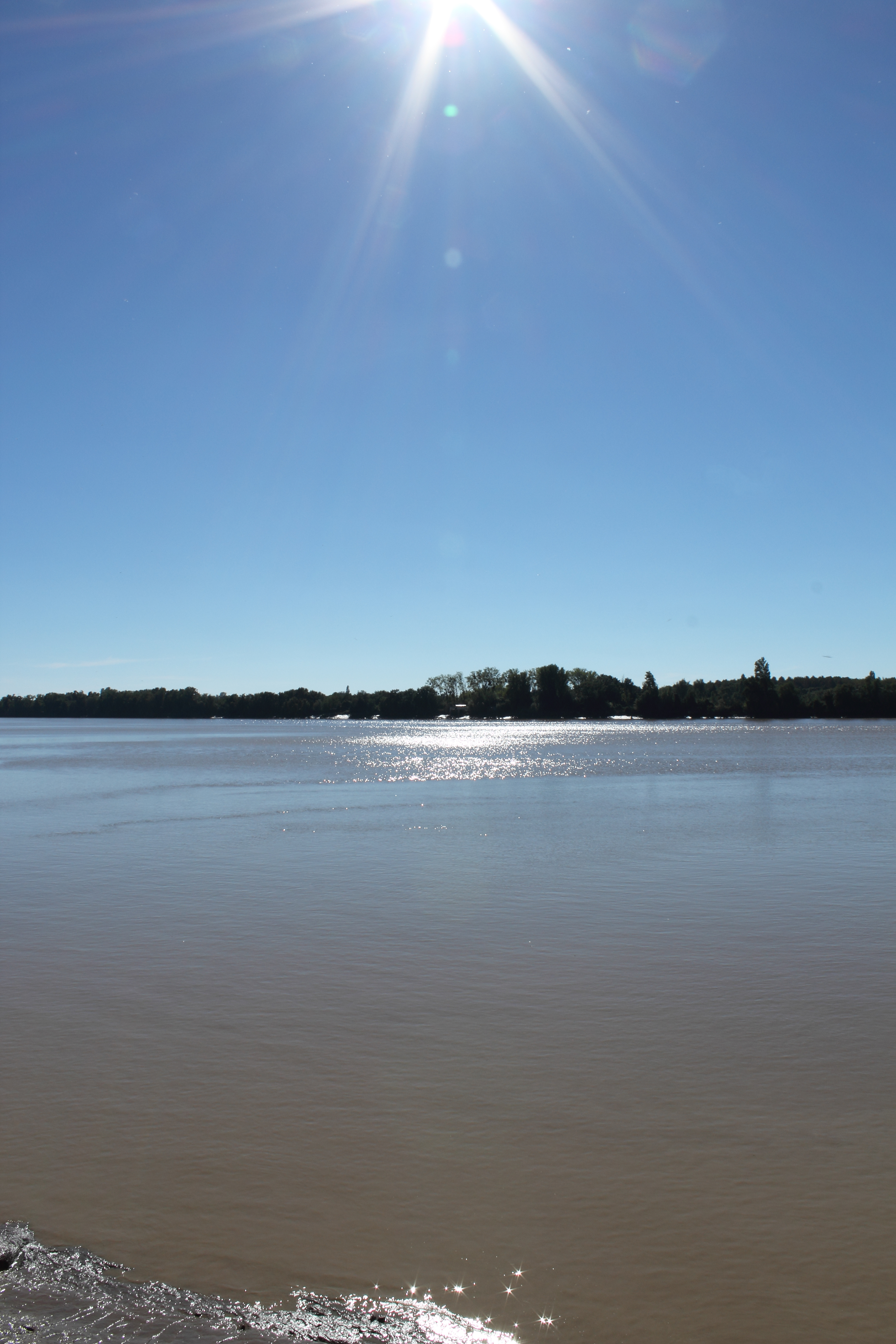
Vue de l'Isle depuis un carrelet de pêche (Saint-Pardon est en face sur l'autre rive)

#### Natura 2000
La Dordogne est un site du réseau Natura 2000 limité aux départements de la Dordogne et de la Gironde, et qui concerne les 104 communes riveraines de la Dordogne, dont Saint-Michel-de-Fronsac,. Seize espèces animales et une espèce végétale inscrites à l'annexe II de la directive 92/43/CEE de l'Union européenne y ont été répertoriées.

#### ZNIEFF
Saint-Michel-de-Fronsac fait partie des 102 communes concernées par la zone naturelle d'intérêt écologique, faunistique et floristique (ZNIEFF) de type II « La Dordogne »,, dans laquelle ont été répertoriées huit espèces animales déterminantes et cinquante-sept espèces végétales déterminantes, ainsi que quarante-trois autres espèces animales et trente-neuf autres espèces végétales.

## Urbanisme

### Typologie
Au 1er janvier 2024, Saint-Michel-de-Fronsac est catégorisée commune rurale à habitat dispersé, selon la nouvelle grille communale de densité à sept niveaux définie par l'Insee en 2022.
Elle est située hors unité urbaine. Par ailleurs la commune fait partie de l'aire d'attraction de Bordeaux, dont elle est une commune de la couronne,. Cette aire, qui regroupe 275 communes, est catégorisée dans les aires de 700 000 habitants ou plus (hors Paris),.

### Occupation des sols

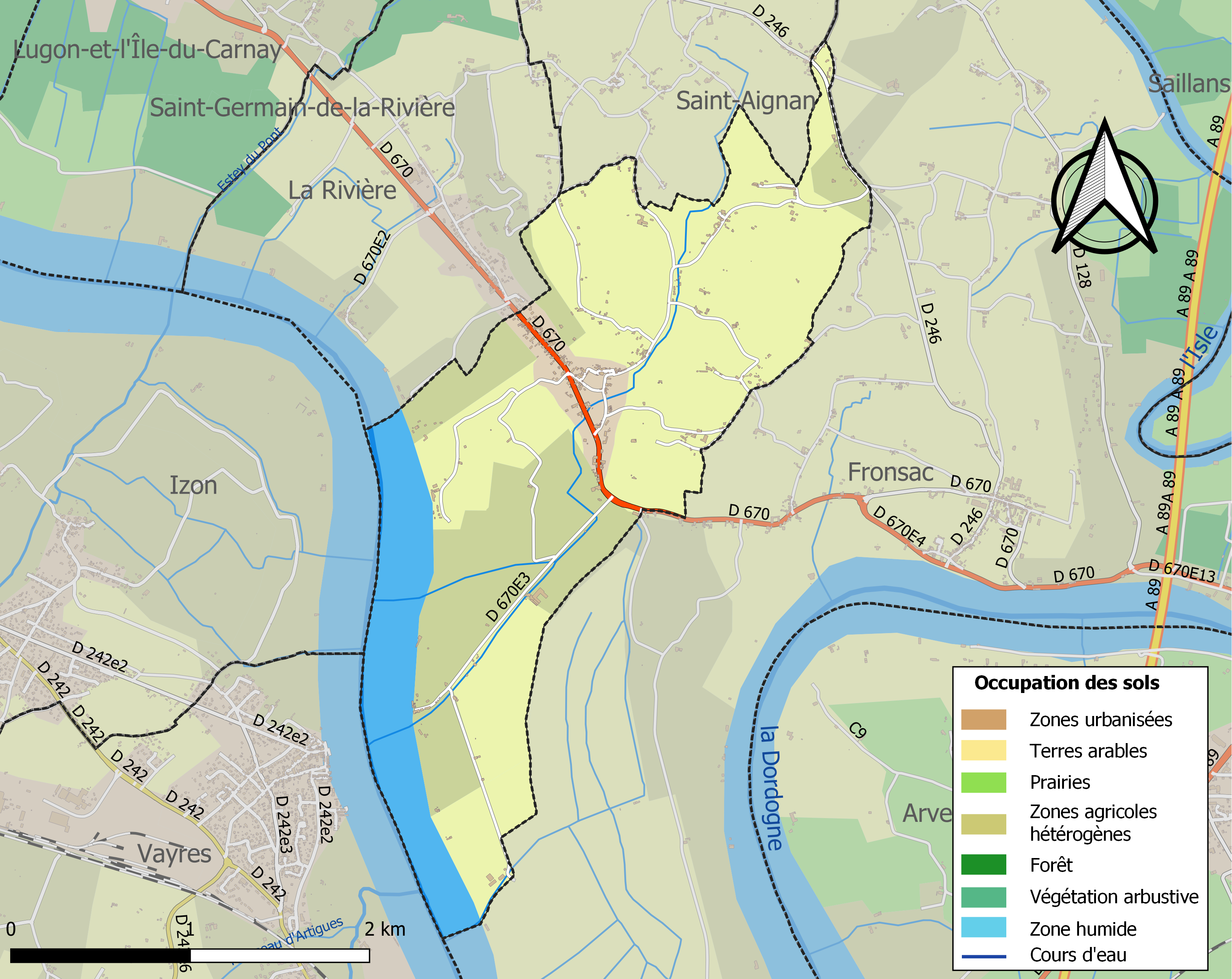
Carte des infrastructures et de l'occupation des sols de la commune en 2018 (CLC).

L'occupation des sols de la commune, telle qu'elle ressort de la base de données européenne d’occupation biophysique des sols Corine Land Cover (CLC), est marquée par l'importance des territoires agricoles (80,9 % en 2018), en diminution par rapport à 1990 (85,7 %). La répartition détaillée en 2018 est la suivante : 
cultures permanentes (52,2 %), zones agricoles hétérogènes (24,4 %), eaux continentales (14,3 %), zones urbanisées (4,9 %), terres arables (4,3 %). L'évolution de l’occupation des sols de la commune et de ses infrastructures peut être observée sur les différentes représentations cartographiques du territoire : la carte de Cassini (XVIIIe siècle), la carte d'état-major (1820-1866) et les cartes ou photos aériennes de l'IGN pour la période actuelle (1950 à aujourd'hui).

### Risques majeurs
Le territoire de la commune de Saint-Michel-de-Fronsac est vulnérable à différents aléas naturels : météorologiques (tempête, orage, neige, grand froid, canicule ou sécheresse), inondations, mouvements de terrains et séisme (sismicité faible). Il est également exposé à un risque technologique, la rupture d'un barrage. Un site publié par le BRGM permet d'évaluer simplement et rapidement les risques d'un bien localisé soit par son adresse soit par le numéro de sa parcelle.

#### Risques naturels
La commune fait partie du territoire à risques importants d'inondation (TRI) de Libourne, regroupant les 20 communes concernées par un risque de submersion marine ou de débordement de la Dordogne, un des 18 TRI qui ont été arrêtés fin 2012 sur le bassin Adour-Garonne. Les événements significatifs aux XIXe et XXe siècles sont les crues de 1843 (6,80 m l'échelle de Libourne), de 1866 (6,40 m) et du 10 février 1944 (6,38 m) et du 27 décembre 1999 (6,36 m). Au XXIe siècle, les événements les plus marquants sont les crues de mars 2010 (5,55 m) et du 31 janvier 2014 (5,97 m). Des cartes des surfaces inondables ont été établies pour trois scénarios : fréquent (crue de temps de retour de 10 ans à 30 ans), moyen (temps de retour de 100 ans à 300 ans) et extrême (temps de retour de l'ordre de 1 000 ans, qui met en défaut tout système de protection). La commune a été reconnue en état de catastrophe naturelle au titre des dommages causés par les inondations et coulées de boue survenues en 1982, 1983, 1988, 1989, 1993, 1999, 2009, 2010 et 2021,.
Les mouvements de terrains susceptibles de se produire sur la commune sont des affaissements et effondrements liés aux cavités souterraines (hors mines) et des éboulements, chutes de pierres et de blocs. Par ailleurs, afin de mieux appréhender le risque d’affaissement de terrain, un inventaire national permet de localiser les éventuelles cavités souterraines sur la commune.

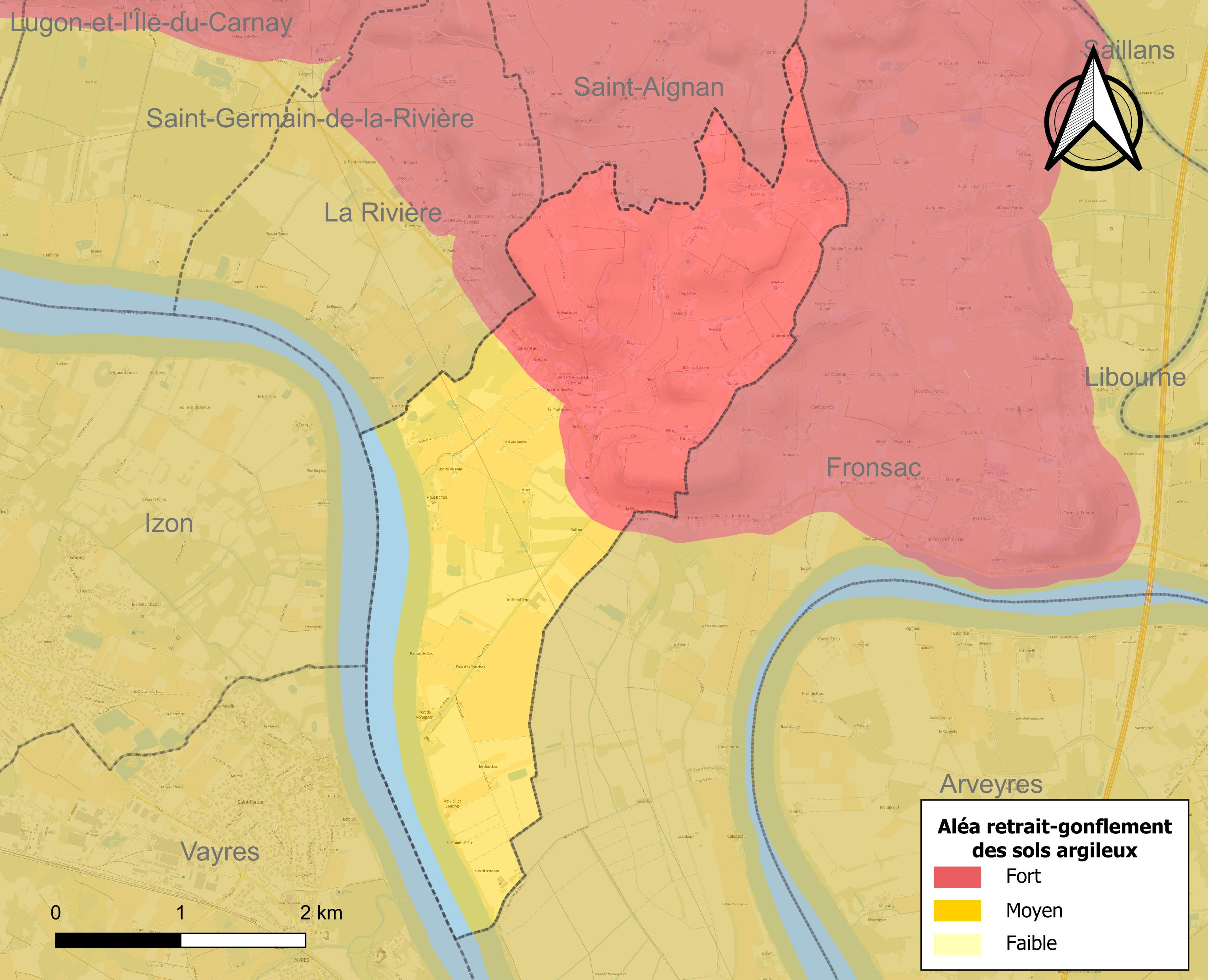
Carte des zones d'aléa retrait-gonflement des sols argileux de Saint-Michel-de-Fronsac.

Le retrait-gonflement des sols argileux est susceptible d'engendrer des dommages importants aux bâtiments en cas d’alternance de périodes de sécheresse et de pluie. 92,8 % de la superficie communale est en aléa moyen ou fort (67,4 % au niveau départemental et 48,5 % au niveau national). Sur les 262 bâtiments dénombrés sur la commune en 2019,  262 sont en aléa moyen ou fort, soit 100 %, à comparer aux 84 % au niveau départemental et 54 % au niveau national. Une cartographie de l'exposition du territoire national au retrait gonflement des sols argileux est disponible sur le site du BRGM,.
Concernant les mouvements de terrains, la commune a été reconnue en état de catastrophe naturelle au titre des dommages causés par des mouvements de terrain en 1999.

#### Risques technologiques
La commune est en outre située en aval du  barrage de Bort-les-Orgues, un ouvrage sur la Dordogne de classe A soumis à PPI, disposant d'une retenue de 477 millions de mètres cubes. À ce titre elle est susceptible d’être touchée par l’onde de submersion consécutive à la rupture de cet ouvrage.

## Histoire
Au XIIIe siècle la commune était nommée "Sanctus Michael de Riperia", cette dénomination se transforme au XVIIe siècle et devient "Saint-Michel-la-Rivière. Le nom actuel était également utilisé dans les registres paroissiaux mais il ne devient officiel qu'en 1893.
Dans l'Antiquité, la voie romaine qui reliait Bordeaux à Périgueux traversait Saint-Michel de Fronsac, une carrière de tuiles romaine fut d'ailleurs découverte au lieu-dit Trepesson. Le passage sur la Dordogne sur la route de Bordeaux à Libourne se faisait entre le port de Saint-Pardon et celui de Perpignan à Saint Michel de Fronsac. Cette situation géographique soumit le bourg aux pillages des invasions normandes ainsi qu'aux ravages de la Guerre de Cent Ans et ceux des guerres de religion au XVIe siècle.
Au XVIIe siècle Saint-Michel-de-Fronsac fut frappée par la Fronde, Fronsac étant sous l'autorité du prince de Condé, l'un des principaux opposants à la monarchie. Le chevalier de Thodias, gouverneur de la place forte de Fronsac leva mille hommes dans le Fronsadais au moment de la Fronde. Plus tard, la commune dut également fournir des hommes pour les armées révolutionnaires, lorsque la levée d'un contingent de 300.000 hommes fut décrétée le 24 février 1793, cinq hommes furent tirés parmi les 180 hommes valides de la commune. Le 1er mars 1790 un maire fut élu à Saint-Michel-de-Fronsac, 52 habitants prirent part au vote, Thomas Seurin remporta l'élection avec 38 voix. Le curé de la commune, nommé Serres, refusa de prêter serment à la constitution civile du Clergé.

Vues de Saint-Michel de Fronsac au début du XXe siècle
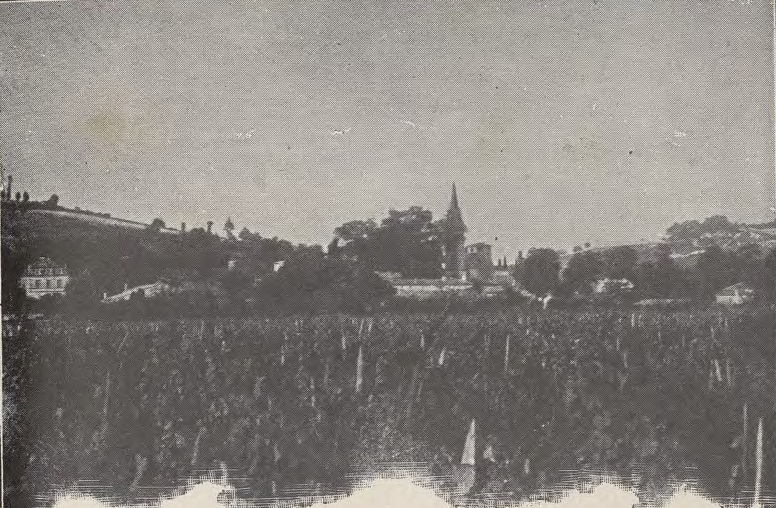
Depuis le chemin de Billac
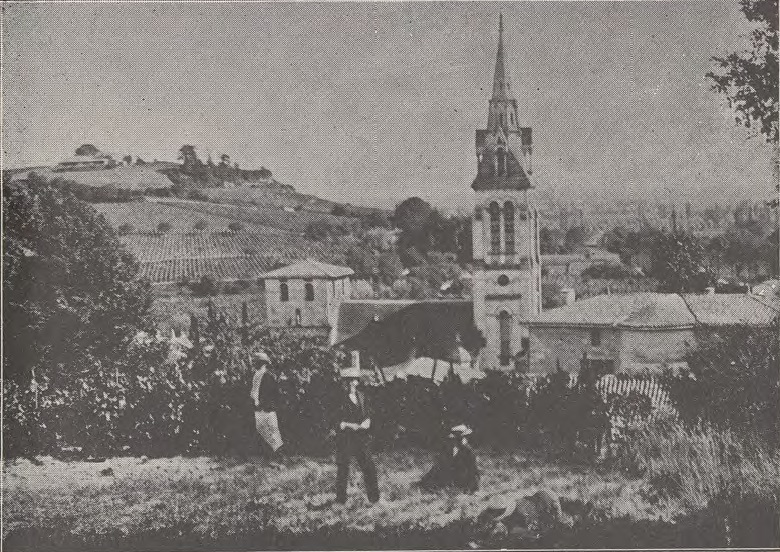
Depuis le coteau de Canon
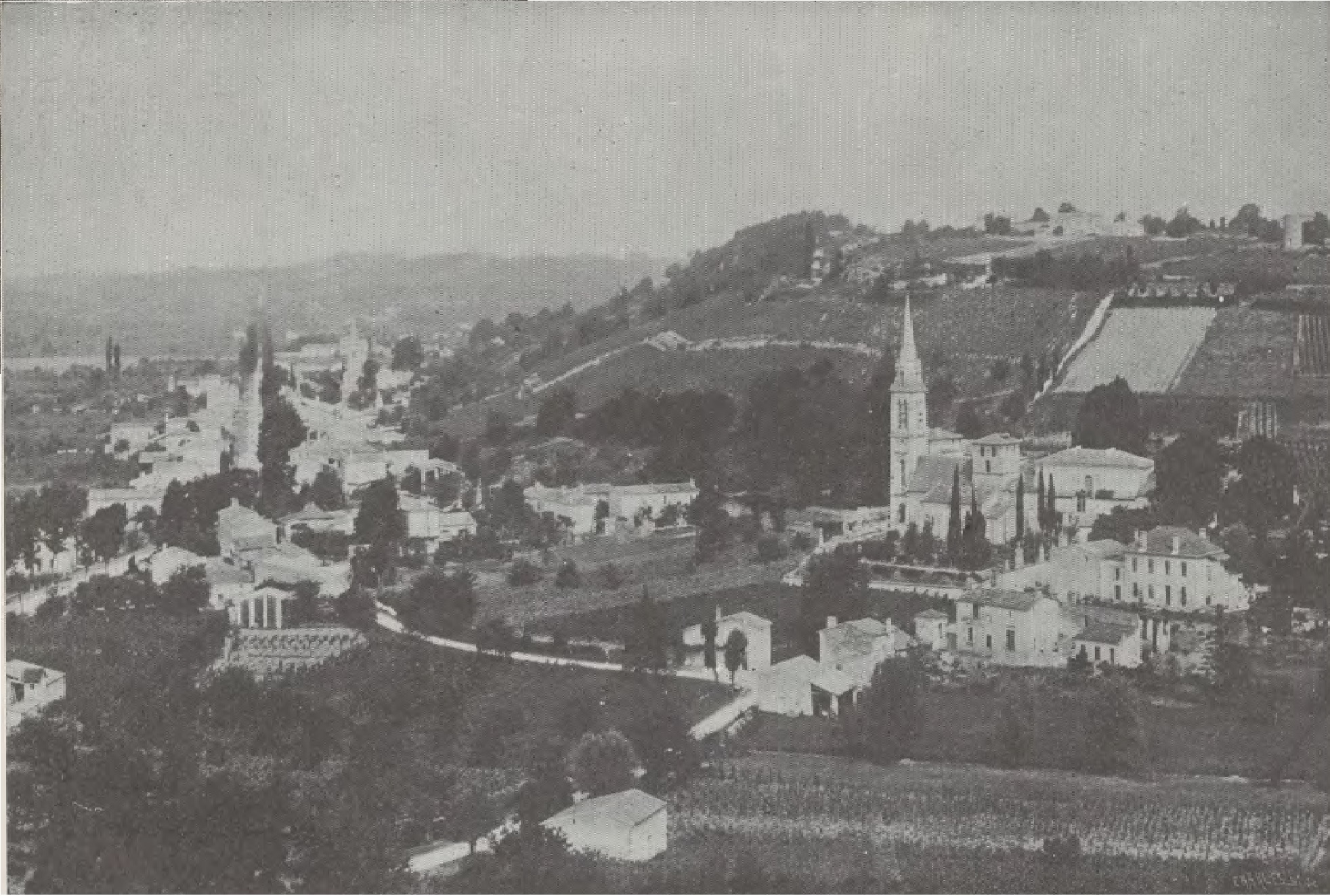
Vue générale du village

## Politique et administration

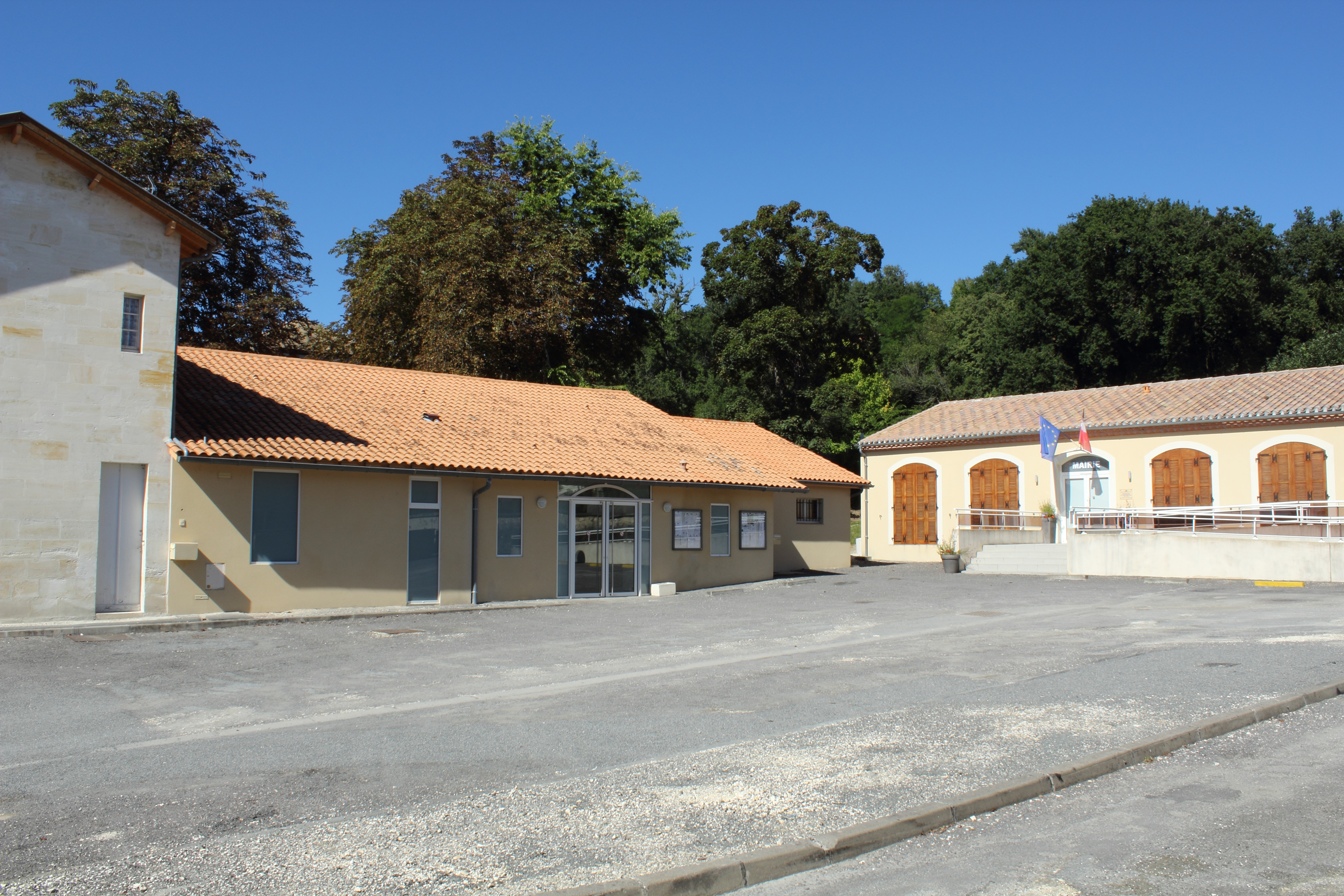
Vue de la mairie

| Période                                  | Période       | Identité            | Étiquette | Qualité                          |
| ---------------------------------------- | ------------- | ------------------- | --------- | -------------------------------- |
| 1956                                     | 1999          | Jean Gaucher †      | DVG       | Viticulteur                      |
| 1999                                     | 2011          | Serge Ravat †       | PS        |                                  |
| 2011                                     | 11 avril 2019 | Jacques Besson †    | PS        | Retraité de la fonction publique |
| 2020                                     | En cours      | Jean-Marc Duboureau |           |                                  |
| Les données manquantes sont à compléter. |               |                     |           |                                  |

## Démographie
| 1793 | 1800 | 1806 | 1821 | 1831 | 1836 | 1841 | 1846 | 1851 |
| ---- | ---- | ---- | ---- | ---- | ---- | ---- | ---- | ---- |
| 655  | 515  | 653  | 595  | 611  | 631  | 648  | 675  | 651  |

| 1856 | 1861 | 1866 | 1872 | 1876 | 1881 | 1886 | 1891 | 1896 |
| ---- | ---- | ---- | ---- | ---- | ---- | ---- | ---- | ---- |
| 698  | 660  | 670  | 579  | 586  | 576  | 585  | 600  | 622  |

| 1901 | 1906 | 1911 | 1921 | 1926 | 1931 | 1936 | 1946 | 1954 |
| ---- | ---- | ---- | ---- | ---- | ---- | ---- | ---- | ---- |
| 616  | 604  | 530  | 457  | 471  | 437  | 469  | 456  | 491  |

| 1962 | 1968 | 1975 | 1982 | 1990 | 1999 | 2006 | 2007 | 2012 |
| ---- | ---- | ---- | ---- | ---- | ---- | ---- | ---- | ---- |
| 444  | 513  | 532  | 527  | 608  | 591  | 556  | 550  | 533  |

| 2017 | 2022 | - | - | - | - | - | - | - |
| ---- | ---- | - | - | - | - | - | - | - |
| 522  | 515  | - | - | - | - | - | - | - |

## Lieux et monuments

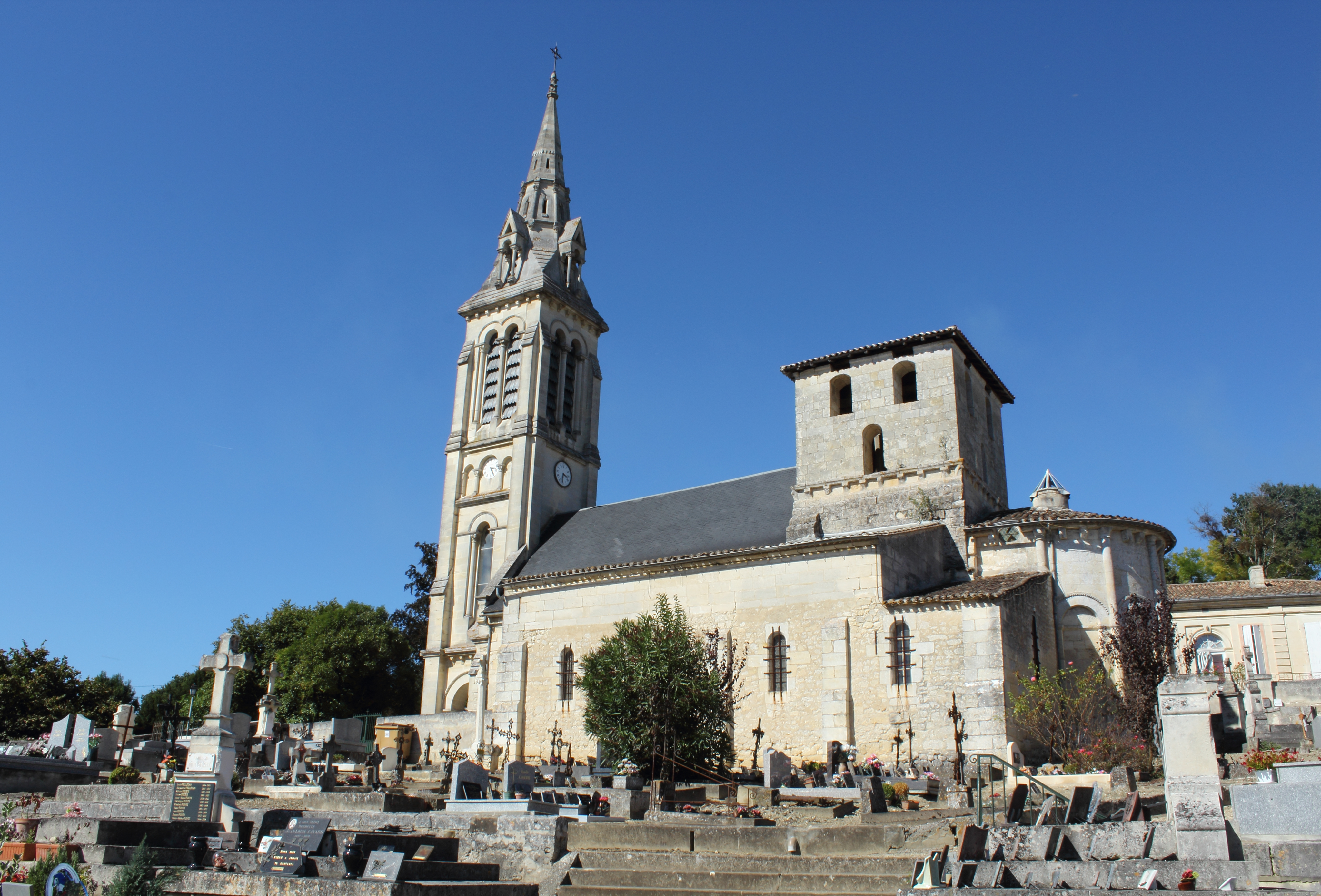
Vue de l'église

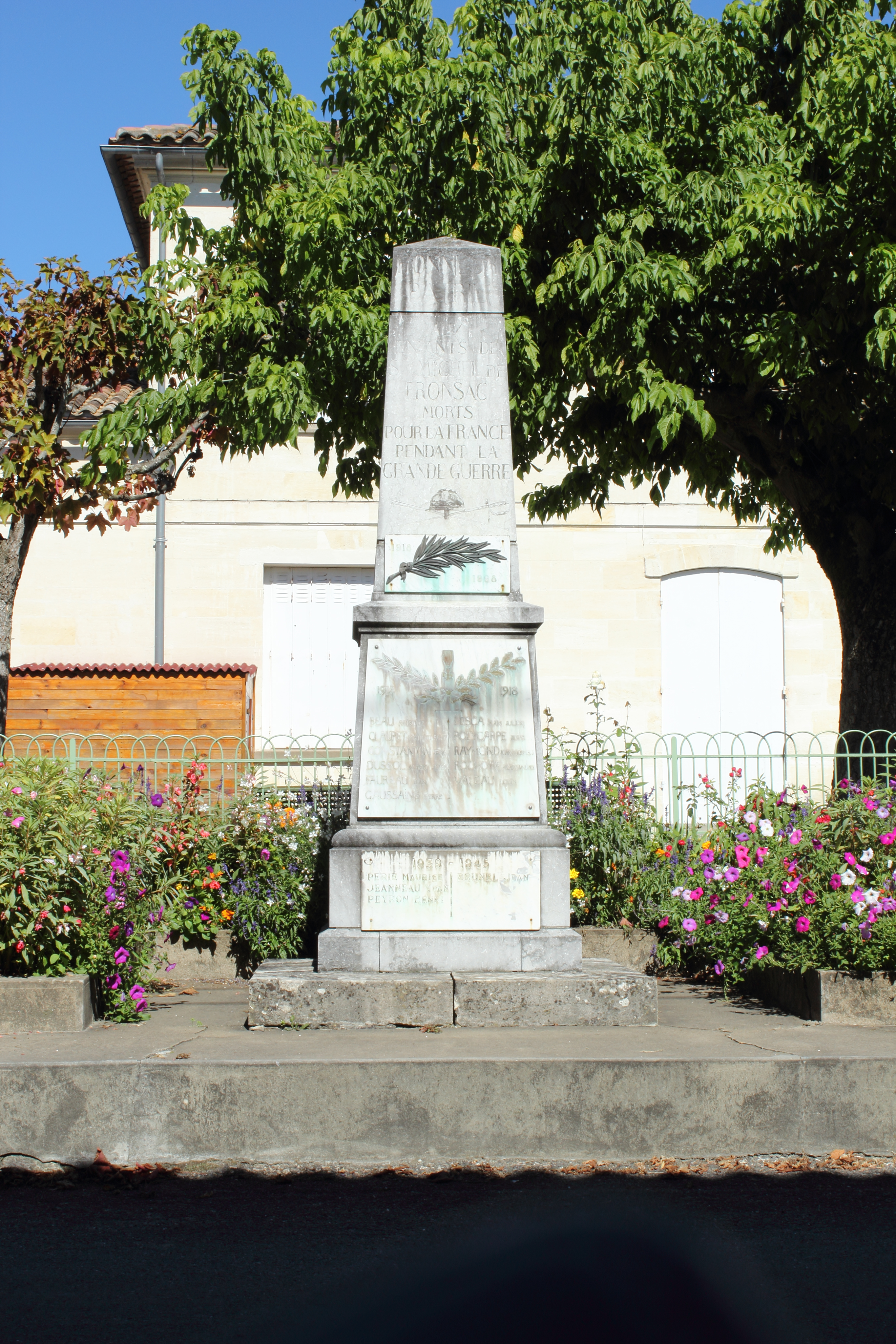
Vue du monument aux morts

- L'église Saint-Michel. L'abside, le chœur et le clocher ont été inscrits au titre des monuments historiques par arrêté du 24 décembre 1925

## Personnalités liées à la commune
- Paul Naudet

## Vie pratique

### Enseignement

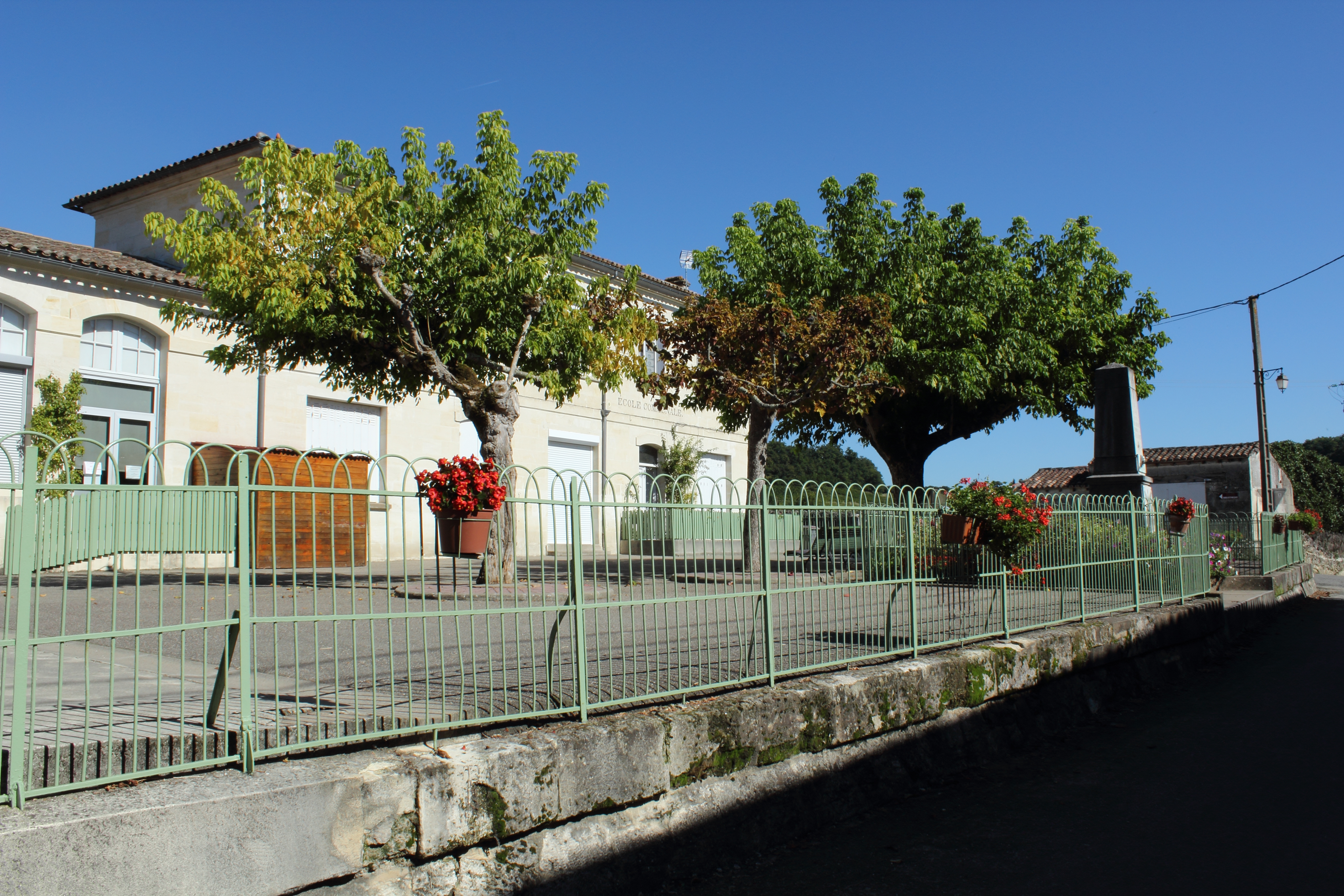
Vue de l'école

Regroupement scolaire avec les villages de Saint-Aignan, La Rivière et de Saint-Germain-de-la-Rivière